# 岩見沢市立緑中学校
岩見沢市立緑中学校（いわみざわしりつ みどりちゅうがっこう）は、北海道岩見沢市北本町西2丁目2-1にある、公立（市立）の中学校である。
通学区域制度による学区は、有明中央、北本町東、北本町西、北条丁目、緑町、桜木1条、若松町、西川町、大願町、稔町。

## 沿革
- 1947年（昭和22年）- 6・3制教育の実施により新制中学校として設立
- 1950年（昭和25年）- 大願分校が大願中学校として独立
- 1970年（昭和45年）- 大願中学校と統合
- 1992年（平成4年）- 制服の私服化実施
- 1996年（平成8年）- 卒業生である田中雅美がアトランタオリンピック水泳出場
- 2000年（平成12年）- 田中雅美がシドニーオリンピック水泳出場、リレー銅メダル
- 2004年（平成16年）- 田中雅美がアテネオリンピック水泳出場

## 年間行事
- 4月 - 入学式、始業式、学力テスト
- 5月 - 修学旅行、宿泊研修（2年）
- 6月 - 陸上記録会、前期中間テスト
- 7月 - 中体連、職場実習（1年）
- 8月 - 学力テスト
- 9月 - 前期期末テスト、学校祭
- 10月 - 前期終業式、後期始業式、職場実習（2、3年）
- 11月 - 学力テスト、後期中間テスト
- 12月 - 三者懇談
- 1月 - 学年末テスト（3年）、スキー学習
- 2月 - 学力テスト（1、2年）、入学説明会、学年末テスト（1、2年）
- 3月 - 卒業式、修了式

## 交通
- 北海道中央バス岩見沢ターミナルから、鉄北循環線（系統5または6）、または鉄北循環線（桜木経由、系統7または8）で「緑中前」下車徒歩1分。

## 周辺
- 岩見沢市立第一小学校

## 著名な卒業生
- 田中雅美 (元水泳選手)
- 鈴木智樹(元サッカー選手)
- 白崎浩之(プロ野球選手、大分B-リングス選手兼任コーチ)
- 大窪士夢(元プロ野球選手)